# Anna Carlstedt
Anna Maria Kristina Carlstedt, född 23 juli 1971 i Resele församling, är en svensk utbildningsledare och författare. Hon skriver såväl akademiskt som skönlitterärt. Carlstedt har återkommande medverkat i Svenska Dagbladet (Under strecket) och som expert i Sveriges Radio (bl. a. i P3 Historia). Hon är disputerad vid Stockholms universitet, och numera yrkesverksam vid KTH - The Royal Institute of Technology .
Hon leder Systembolagets forskningsråd och är tidigare ordförande för Svenska Röda Korset (2015-2016), Forum för idéburna organisationer med social inriktning samt IOGT-NTO.
Hon avlade filosofie doktorsexamen 2005 på avhandlingen La poésie oraculaire de Nostradamus: langue, style et genre des Centuries, som handlar om Nostradamus författarskap. Tillsammans med Jan Stolpe översatte hon även Nostradamus Profetior: anno 1555. Hon har på samma förlag utgivit Poeter och profeter tillsammans med Anders Cullhed (2010),  Furstinnan och stjärntydaren (2014) samt ’’RenässansRebeller: från Cecilia Vasa till kung Kristina’’ (2020). 2023 publicerade hon sitt första skönlitterära verk: ’’Drottningens profet. En roman om Nostradamus’’.
Carlstedt var mellan 2009 och 2015 förbundsordförande för IOGT-NTO, den första kvinnliga ordföranden i organisationens historia. 2015 valdes hon därtill till ordförande i Svenska Röda Korset. Carlstedt har också varit ordförande för Forum för frivilligt socialt arbete samt suttit i Cancerfondens styrelse.
År 2016 publicerade hon boken Julmust: historia, hemligheter, hajp om som fick pris av Svenska måltidsakademin i kategorin dryckeslitteratur. I oktober samma år slutade hon som ordförande för Röda Korset efter meningsskiljaktigheter med dess övriga styrelse. Den 20 december 2016 utsågs hon av regeringen till nationell samordnare mot våldsbejakande extremism.